# Bayerbach, Rottal-Inn
Bayerbach är en kommun och ort i Landkreis Rottal-Inn i Regierungsbezirk Niederbayern i förbundslandet Bayern i Tyskland.
Kommunen ingår i kommunalförbundet Bad Birnbach tillsammans med köpingen Bad Birnbach.